# Pleurothallis alborosea
Pleurothallis alborosea är en orkidéart som först beskrevs av Friedrich Fritz Wilhelm Ludwig Kraenzlin, och fick sitt nu gällande namn av Paulo Campos Porto och Alexander Curt Brade. Pleurothallis alborosea ingår i släktet Pleurothallis och familjen orkidéer. Inga underarter finns listade i Catalogue of Life.